# 粟屋村
粟屋村（あわやむら）は、広島県双三郡にあった村。現在の三次市の一部にあたる。

## 地理
三次盆地に張り出す高谷山を中心とする山塊の谷々とその南西山麓に位置していた。
- 河川：江の川

## 歴史
- 1889年（明治22年）4月1日、町村制の施行により、高田郡粟屋村が単独で村制施行し、粟屋村が発足[1][2]。
- 1916年（大正5年）電気点灯[2]。
- 1926年（大正15年）電話開通[2]。
- 1950年（昭和25年）4月1日、双三郡に所属が変更[1][2]。
- 1954年（昭和29年）3月31日、双三郡三次町、十日市町、酒河村、河内村、和田村、神杉村、田幸村と合併し、市制施行して三次市を新設して廃止された[1][2]。

### 地名の由来
その土地が粟に適し、屋は谷の意。

## 産業
- 農業、ゴボウ、漁業（アユ）[2]

## 交通

### 橋梁
- 1928年（昭和3年）祝橋完成[2]

### 鉄道
- 1915年（大正4年）芸備鉄道（現芸備線）広島～三次間開通し粟屋停留所開設[2]。